# Fayalit
Fayalit ist ein eher selten vorkommendes Mineral aus der Mineralklasse der „Silikate und Germanate“ mit der chemischen Zusammensetzung Fe22+[SiO4] und ist damit chemisch gesehen ein Eisensilikat. Er bildet mit Forsterit sowie mit Tephroit eine lückenlose Mischreihe, deren Zwischenglieder als Olivin bezeichnet werden.
Fayalit kristallisiert im orthorhombischen Kristallsystem und entwickelt meist tafelige bis prismatische Kristalle, aber auch körnige bis massige Aggregate von blassgelber, grünlichgelber, gelbbrauner und rotbrauner bis schwarzer Farbe.

## Etymologie und Geschichte
Erstmals gefunden wurde der Fayalit 1838 vom Sohn von Professor Hochstetter in Esslingen während einer 1838 unternommenen Reise auf die Ilha do Faial (alte Schreibweise Fayal), einer zu Portugal gehörenden Azoreninsel. Die Analyse und Erstbeschreibung erfolgte 1840 durch Christian Gottlob Gmelin, der das Mineral nach dessen Typlokalität benannte.
Da der Fayalit bereits lange vor der Gründung der International Mineralogical Association (IMA) bekannt und als eigenständige Mineralart anerkannt war, wurde dies von ihrer Commission on New Minerals, Nomenclature and Classification (CNMNC) übernommen und bezeichnet den Fayalit als sogenanntes „grandfathered“ (G) Mineral. Die ebenfalls von der IMA/CNMNC anerkannte Kurzbezeichnung (auch Mineral-Symbol) von Fayalit lautet „Fa“.
Das Typmaterial des Minerals wird in der Mineralogischen Sammlung des Muséum national d’histoire naturelle (MHN) in Paris (Frankreich) unter der Sammlungs-Nummer 104.255 (CT) aufbewahrt.

## Klassifikation
Bereits in der veralteten 8. Auflage der Mineralsystematik nach Strunz gehörte der Fayalit zur Mineralklasse der „Silikate und Germanate“ und dort zur Abteilung der „Inselsilikate (Nesosilikate)“, wo er zusammen mit Forsterit, Knebelit/Eisenknebelit (diskreditiert als Varietät der Fayalit-Tephroit-Serie), Olivin und Tephroit die „Olivin-Reihe“ mit der System-Nr. VIII/A.03 bildete.
Im Lapis-Mineralienverzeichnis nach Stefan Weiß, das sich aus Rücksicht auf private Sammler und institutionelle Sammlungen noch nach dieser alten Form der Systematik von Karl Hugo Strunz richtet, erhielt das Mineral die System- und Mineral-Nr. VIII/A.04-020. In der „Lapis-Systematik“ entspricht dies ebenfalls der Abteilung „Inselsilikate mit [SiO4]-Gruppen“, wobei in den Gruppen VIII/A.04 bis VIII/A.07 die Inselsilikate mit Kationen in oktaedrischer Koordination [6] eingeordnet sind. Fayalit bildet hier zusammen mit Forsterit, Laihunit, Liebenbergit und Tephroit die „Olivingruppe“ mit der System-Nr. VIII/A.04 (Stand 2018).
Auch die von der International Mineralogical Association (IMA) zuletzt 2009 aktualisierte 9. Auflage der Strunz’schen Mineralsystematik ordnet den Fayalit in die Abteilung der „Inselsilikate“ ein. Diese ist allerdings weiter unterteilt nach der möglichen Anwesenheit zusätzlicher Anionen und der Koordination der beteiligten Kationen, so dass das Mineral entsprechend seiner Zusammensetzung und seinem Aufbau in der Unterabteilung „Inselsilikate ohne zusätzliche Anionen; Kationen in oktaedrischer [6]er-Koordination“ zu finden ist, wo es zusammen mit Fayalit, Forsterit, Glaukochroit, Kirschsteinit, Laihunit, Liebenbergit, Tephroit ebenfalls die „Olivingruppe“ mit der System-Nr. 9.AC.05 bildet.
Die vorwiegend im englischen Sprachraum gebräuchliche Systematik der Minerale nach Dana ordnet den Fayalit ebenfalls in die Klasse der „Silikate und Germanate“ und dort in die Abteilung der „Inselsilikatminerale“ ein. Auch hier ist er in der „Olivingruppe“ mit der System-Nr. 51.03.01 innerhalb der Unterabteilung „Inselsilikate: SiO4-Gruppen mit allen Kationen nur in oktaedrischer [6]-Koordination“ zu finden.

## Chemismus
In reiner Form besteht Fayalit aus 70,51 % FeO und 29,49 % SiO2, was allerdings nur bei synthetischem Fayalit erreicht wird. Natürlicher Fayalit kann bis zu 10 % Forsterit enthalten. Des Weiteren wurden Fremdbeimengungen von einigen Prozent MnO, ZnO, Al2O3 sowie Chrom, Titan, Cobalt, Calcium und andere beobachtet. Jüngste Forschungsergebnisse zeigen außerdem, dass Fayalit einen „hohen“ Anteil seltener Erden enthalten kann.
Fayalit (Fe22+[SiO4]) ist das Eisen-Analogon zum Magnesiumsilikat Forsterit (Mg22+[SiO4]) sowie zum Mangansilikat Tephroit (Mn22+[SiO4]) und bildet mit diesen eine lückenlose, isomorphe Mischreihe bis hin zu tiefen Temperaturen.
Die Zwischenglieder der Mischreihe Fayalit–Forsterit erhielten – ähnlich wie die der Plagioklase – bei festgelegter Zusammensetzung eigenständige Namen:
| Fe22+[SiO4] | Name                 | Mg22+[SiO4] |
| ----------- | -------------------- | ----------- |
| 90–100 %    | Fayalit              | 0–10 %      |
| 70–90 %     | Ferrohortonolith     | 10–30 %     |
| 50–70 %     | Hortonolith          | 30–50 %     |
| 30–50 %     | Hyalosiderit         | 50–70 %     |
| 10–30 %     | Peridot (Chrysolith) | 70–90 %     |
| 0–10 %      | Forsterit            | 90–100 %    |

## Kristallstruktur
Fayalit kristallisiert orthorhombisch in der Raumgruppe Pbnm (Raumgruppen-Nr. 62, Stellung 3) mit den Gitterparametern a = 4,82 Å; b = 10,48 Å und c = 6,09 Å sowie vier Formeleinheiten pro Elementarzelle.

## Eigenschaften
In der Natur ist Fayalit nur selten in reiner Form zu finden, sondern fast immer mit schwankenden Gehalten an Forsterit und/oder Tephroit. Farbgebend sind die im Fayalit (braun bis schwarz) überwiegenden Eisen-Ionen bzw. die im Tephroit (grau, rot) überwiegenden Mangan-Ionen. Je nach prozentualem Anteil von Forsterit, der in reinem Zustand farblos ist, werden die Farben des Fayalit entsprechend abgeschwächt.
Das Mineral ist löslich in Salzsäure, wobei sich SiO2-Gel bildet. Vor dem Lötrohr schmilzt Fayalit zu einem schwarzen, magnetischen Glas.

## Modifikationen und Varietäten

Molvolumen als Funktion des Drucks bei Zimmertemperatur

Bei hohem Druck wandelt sich Fayalit durch Phasentransformation in die Hochdruck-Modifikation Ahrensit um. Diese stellt das eisenhaltige Analogon zu Ringwoodit dar, das heißt anders als beim Forsterit existiert keine zu Wadsleyit analoge Zwischenform. Unter den Bedingungen, die im oberen Erdmantel herrschen, findet der Übergang von Fayalit nach Ahrensit bei etwa 6 bis 7 GPa statt, also bei deutlich niedrigerem Druck als die Phasentransformationen des Forsterits. In Hochdruckexperimenten kann der Phasenübergang aber mit Verzögerung stattfinden, so dass Fayalit bei Raumtemperatur bis zu fast 35 GPa metastabil bleiben kann (siehe Abbildung). Er wird dann jedoch eher amorph, als dass er in eine kristalline Struktur wie Ahrensit übergeht.
Bisher sind zwei manganhaltige Fayalit-Varietäten bekannt, die als Hortonolith und Knebelit (benannt nach Walther von Knebel) bezeichnet werden.

## Bildung und Fundorte

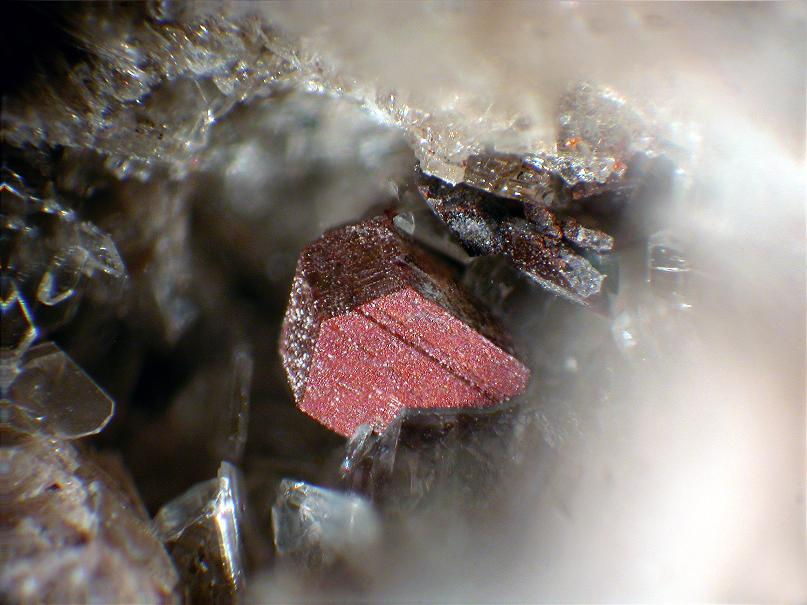
Fayalit zwischen Sanidin-Kristallen vom Wannenköpfe in der Vulkaneifel

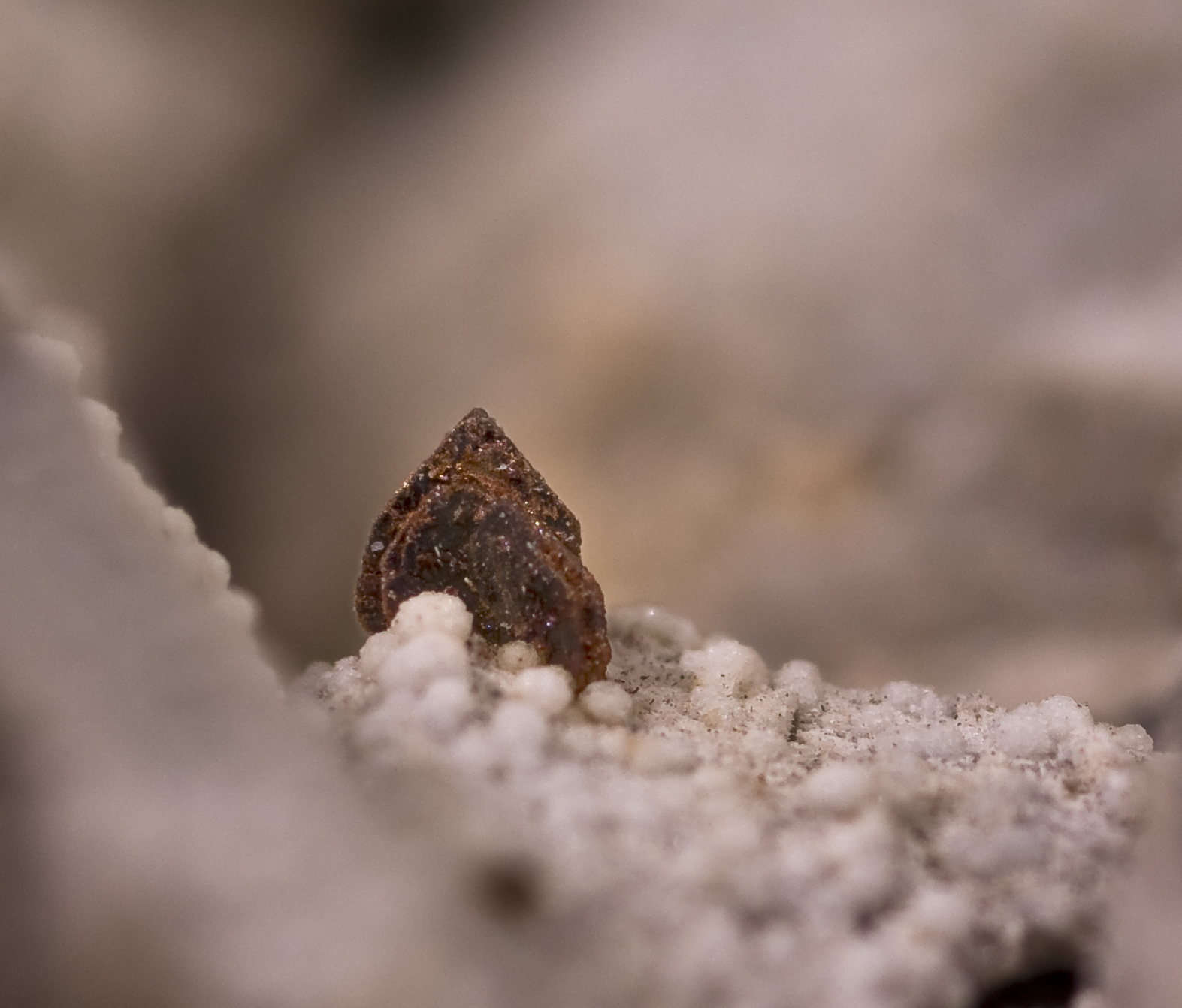
Fayalitkristall mit kugeligem Tridymit auf Cristobalit aus Coso Hot Springs, Kalifornien, USA

Fayalit bildet sich in ultramafischen Vulkaniten und Plutoniten. Dort tritt er in Paragenese mit einer ganzen Reihe von Mineralen wie unter anderem mit Almandin, verschiedenen Mineralen der Amphibolgruppe, Apatit, Arfvedsonit, Augit, Grunerit, Hedenbergit, Ilmenit, Magnetit, Mikroklin, Plagioklas, Sanidin und Spinell auf. Anders als magnesiumreiche Olivine kann Fayalit auch zusammen mit Quarz oder Tridymit auftreten. Erst bei hohen Drucken über 10 kBar wird die Paragenese Fayalit + Quarz durch Ferrosilit ersetzt.
Als eher seltene Mineralbildung kann Fayalit an verschiedenen Fundorten zum Teil reichlich vorhanden sein, insgesamt ist er aber wenig verbreitet. Bisher sind rund 480 Fundorte für Fayalit dokumentiert (Stand 2023). Neben seiner Typlokalität Ilha do Faial wurde Fayalit in Portugal noch auf Pico sowie am Água de Pau auf São Miguel gefunden, die ebenfalls zu den Azoren gehören.
In Deutschland trat das Mineral bisher unter anderem am Limberg und am Buckleter Kapf in der Gemeinde Hülben in Baden-Württemberg, auf den Schlackenhalden des Eisenhüttenkombinates Ost (EKO) bei Eisenhüttenstadt in Brandenburg, im Basaltbruch Bransrode bei Großalmerode in Hessen, im Gabbro-Steinbruch (Bärensteinbruch) und einem natürlichen Aufschluss namens Riekensglück bei Bad Harzburg in Niedersachsen, an mehreren Stellen im Kreis Siegen-Wittgenstein sowie bei Hüsten, Letmathe, Stolberg und Niederaußem in Nordrhein-Westfalen, an mehreren Orten im Landkreis Mayen-Koblenz (Ettringer Bellerberg, Nickenich) und der Vulkaneifel (Hillesheim) und auf mehreren Schlackenhalden im Landkreis Mansfeld-Südharz in Sachsen-Anhalt zutage.
In Österreich konnte Fayalit unter anderem in einem Basalt-Steinbruch am Pauliberg im Burgenland, auf Schlackenhalden bei Waitschach und Sankt Martin am Silberberg in Kärnten, ebenfalls auf Schlackenhalden bei Troiboden (Bezirk St. Johann im Pongau), Kaprun und Rauris in Salzburg, in Steinbrüchen bei Klausen und Klöch, am Stradner Kogel und auf Schlackenhalden bei Walchen in der Steiermark sowie Schlackenhalden bei Garsten und Steyr in der Steiermark gefunden werden.
In der Schweiz fand sich das Mineral bisher nur auf Schlackenhalden bei Casaccia im Kanton Graubünden und bei Breno TI im Kanton Tessin.
Weitere Fundorte liegen unter anderem in Afghanistan, Ägypten, Algerien, Angola, der Antarktis, Argentinien, Äthiopien, Australien, Brasilien, Chile, China, Dschibuti, Eritrea, Estland, Finnland, Frankreich, Griechenland, Grönland, Indien, Indonesien, Iran, Irland, Island, Italien, Japan, Kamerun, Kanada, Kap Verde, Kenia, der Demokratischen Republik Kongo, Nord- und Südkorea, Litauen, Madagaskar, Malawi, Mali, Mauretanien, Mexiko, der Mongolei, Myanmar, Namibia, den Niederlanden, Neuseeland, Niger, Nigeria, Nordafrika, Norwegen, Oman, Polen, Rumänien, Russland, Saint Lucia, Saudi-Arabien, Schweden, auf den Seychellen, in der Slowakei, Spanien, Sri Lanka, Südafrika, Tadschikistan, im Tschad, in Tschechien, der Türkei, Ukraine, Ungarn, im Vereinigten Königreich (England, Nordirland, Schottland) und im Britischen Überseegebiet St. Helena, Ascension und Tristan da Cunha, den Vereinigten Staaten (Alaska, Arizona, Colorado und anderen) und der Zentralafrikanischen Republik.
Daneben konnte Fayalit in vielen Meteoriten nachgewiesen werden, die beispielsweise in Nordwest-Afrika (vor allem Algerien und Marokko) gefunden wurden, namentlich unter anderem NWA 11119, NWA 1460, NWA 480, NWA 4964, NWA5790, NWA5958, NWA 7203 und dem Marsmeteoriten Northwest Africa 856 (NWA 856).
Auch in Gesteinsproben, die von den Apollo 11- und Apollo 14-Missionen vom Mond mitgebracht wurden, konnte Fayalit nachgewiesen werden.
Zudem entsteht Fayalit synthetisch bei der Kristallisation eisenreicher Schlacke bei der Verhüttung von Eisenerzen.

## Verwendung

### Als Schmuckstein
Die Minerale der Olivingruppe werden bei guter Qualität überwiegend zu Schmucksteinen verarbeitet. Klare Varietäten erhalten dabei meist einen Facettenschliff in unterschiedlicher Form, trübe Varietäten eher einen Cabochon-Schliff. Im Handel sind sie unter der Bezeichnung „Peridot“ oder „Chrysolith“ erhältlich.
Verwechslungsgefahr besteht aufgrund der Farbe vor allem mit Beryll, Chrysoberyll, Demantoid, Diopsid, Prasiolith, Prehnit, Sinhalit, Smaragd, Turmalin und Vesuvianit.
Um farbschwache Steine aufzuwerten, wird ihnen in Ring- oder Anhängerfassungen gelegentlich eine grüne Folie untergelegt. Auch Imitationen aus gefärbtem Glas oder synthetischem Korund bzw. Spinell werden von unseriösen Händlern als Peridot ausgegeben. Im Gegensatz zu diesen ist der Fayalit bzw. seine Mischkristalle an der starken Doppelbrechung zu erkennen, die bei der Sicht durch dickere, facettierte Steine an der Verdopplung der unteren Facettenkanten auch ohne Lupe zu erkennen ist.

### In Hochtemperaturexperimenten
Fayalit hat die Eigenschaft, bei hohen Temperaturen mit Sauerstoff reversibel zu reagieren:
{\displaystyle 3Fe_{2}[SiO_{4}]+O_{2}\rightleftharpoons 2Fe_{3}O_{4}+3SiO_{2}}
Diese Reaktion kann ausgenutzt werden, um bei Hochtemperaturexperimenten einen definierten Partialdruck bzw. eine definierte Fugazität von Sauerstoff einzustellen.
Das System wird auch als „FMQ-Puffer“ (Fayalit-Magnetit/Quarz-Puffer) bezeichnet.